# Донє Тихово
45°26′ пн. ш. 14°50′ сх. д. / 45.43° пн. ш. 14.84° сх. д.
Донє Тихово (хорв. Donje Tihovo) — населений пункт у Хорватії, у Приморсько-Горанській жупанії у складі міста Делниці.

## Населення
Населення за даними перепису 2011 року становило 5 осіб.
Динаміка чисельності населення поселення:

## Клімат
Середня річна температура становить 7,45 °C, середня максимальна – 20,40 °C, а середня мінімальна – -6,48 °C. Середня річна кількість опадів – 1508 мм.
| Клімат поселення                              | Клімат поселення | Клімат поселення | Клімат поселення | Клімат поселення | Клімат поселення | Клімат поселення | Клімат поселення | Клімат поселення | Клімат поселення | Клімат поселення | Клімат поселення | Клімат поселення | Клімат поселення |
| Показник                                      | Січ.             | Лют.             | Бер.             | Квіт.            | Трав.            | Черв.            | Лип.             | Серп.            | Вер.             | Жовт.            | Лист.            | Груд.            |                  |
| Середній максимум, °C                         | 4,57             | 5,10             | 7,86             | 11,68            | 16,59            | 20,02            | 20,40            | 19,98            | 16,26            | 12,26            | 7,16             | 3,48             |                  |
| Середня температура, °C                       | −0,96            | −0,42            | 2,35             | 6,16             | 11,07            | 14,50            | 16,59            | 16,17            | 12,45            | 8,45             | 3,35             | −0,32            |                  |
| Середній мінімум, °C                          | −6,48            | −5,93            | −3,17            | 0,64             | 5,55             | 8,98             | 12,78            | 12,38            | 8,65             | 4,64             | −0,46            | −4,14            |                  |
| Норма опадів, мм                              | 94               | 96               | 113              | 128              | 113              | 134              | 100              | 117              | 139              | 166              | 175              | 133              |                  |
| Середньомісячна швидкість вітру, м/с          | 2.55             | 2.72             | 2.90             | 2.73             | 2.56             | 2.40             | 2.26             | 2.31             | 2.31             | 2.51             | 2.73             | 2.73             |                  |
| Середньомісячна сонячна радіація, кДж/м²·день | 4289             | 7052             | 10309            | 14593            | 18681            | 20206            | 21715            | 18253            | 13458            | 8830             | 4679             | 3569             |                  |
| --------------------------------------------- | ---------------- | ---------------- | ---------------- | ---------------- | ---------------- | ---------------- | ---------------- | ---------------- | ---------------- | ---------------- | ---------------- | ---------------- | ---------------- |
| Джерело:                                      |                  |                  |                  |                  |                  |                  |                  |                  |                  |                  |                  |                  |                  |